# Coevorden (stad)

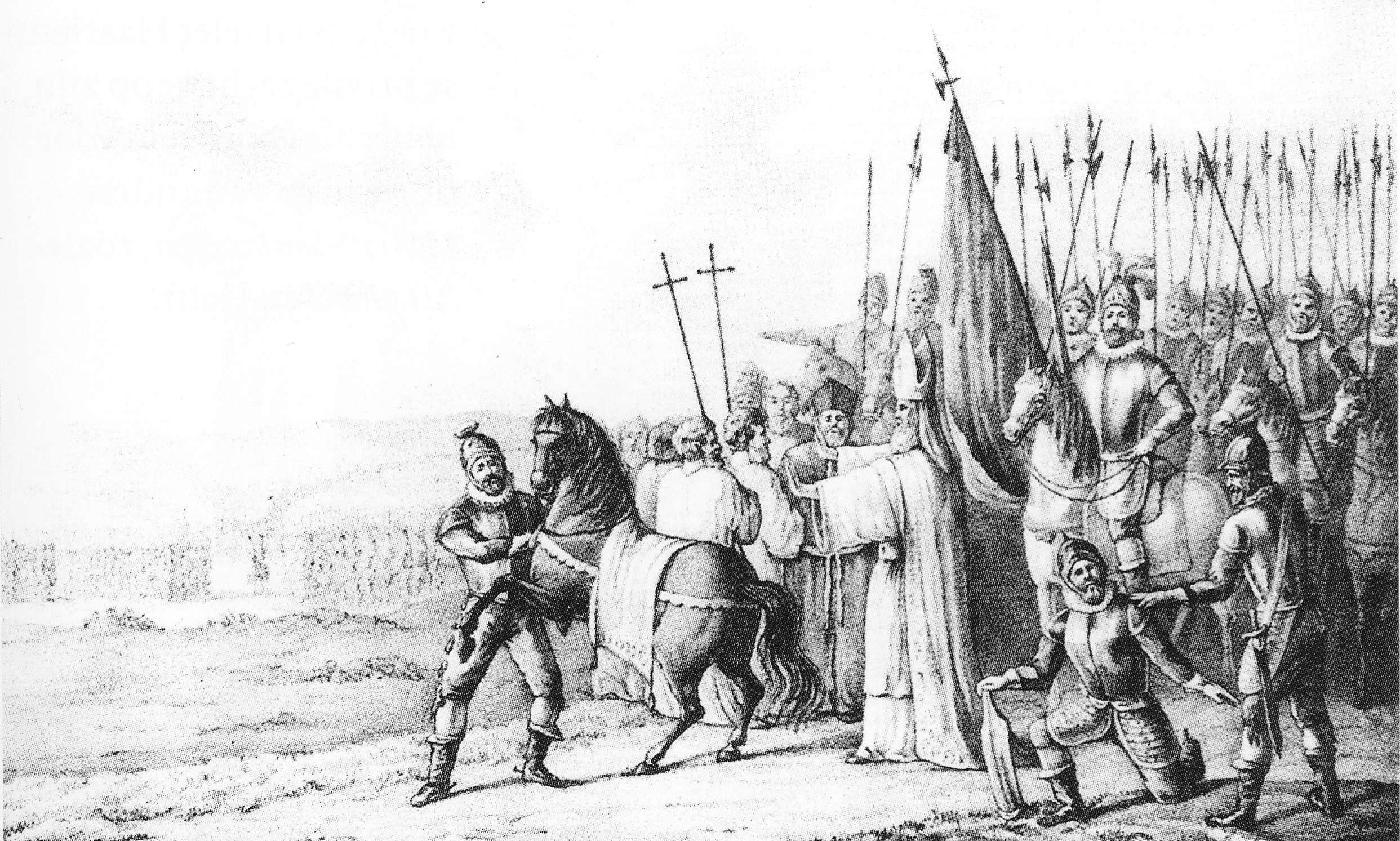
Bisschop Otto van Lippe spreekt de banvloek uit over Rudolf II van Coevorden

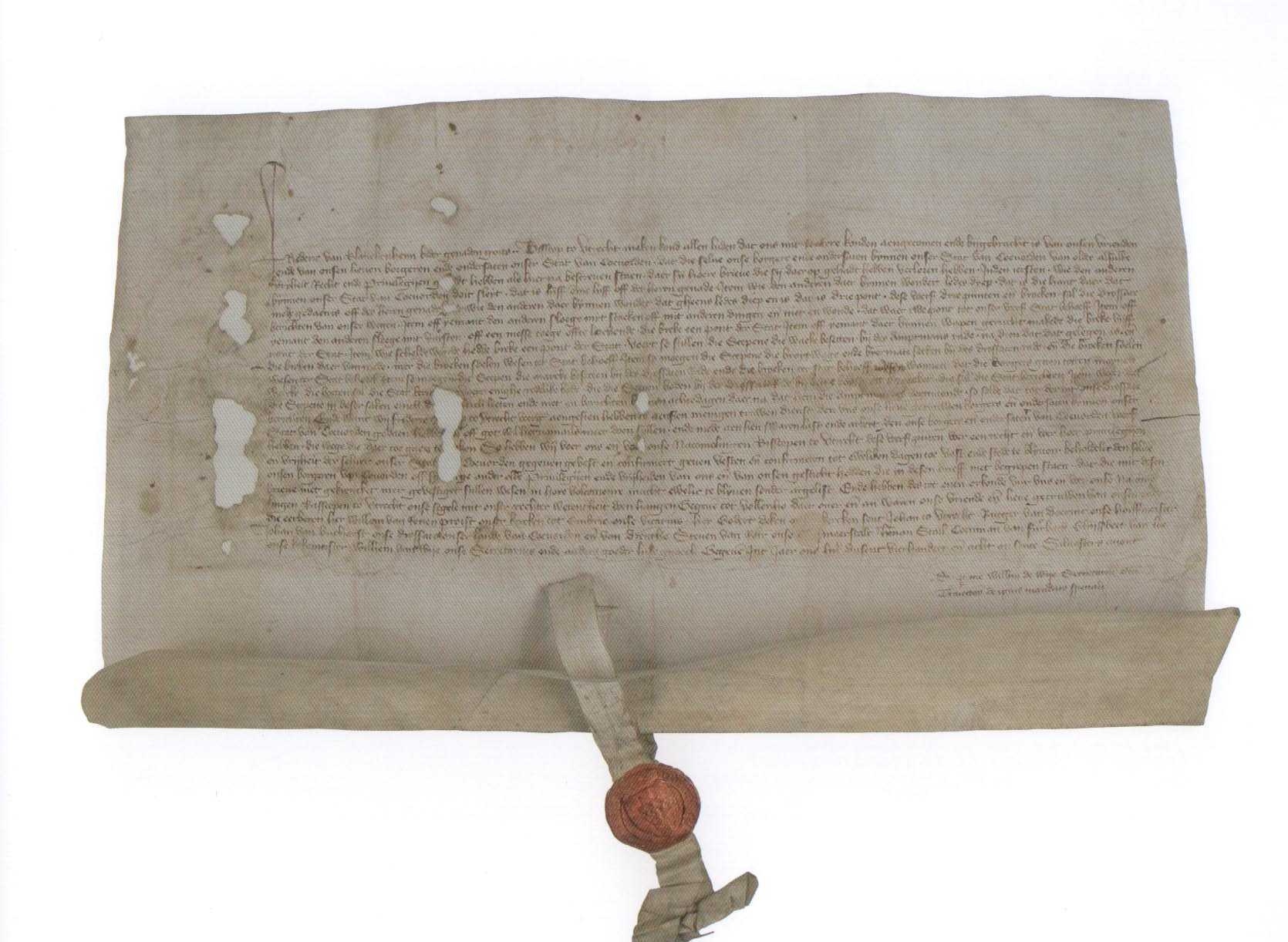
De stadsbrief van Coevorden (1407)

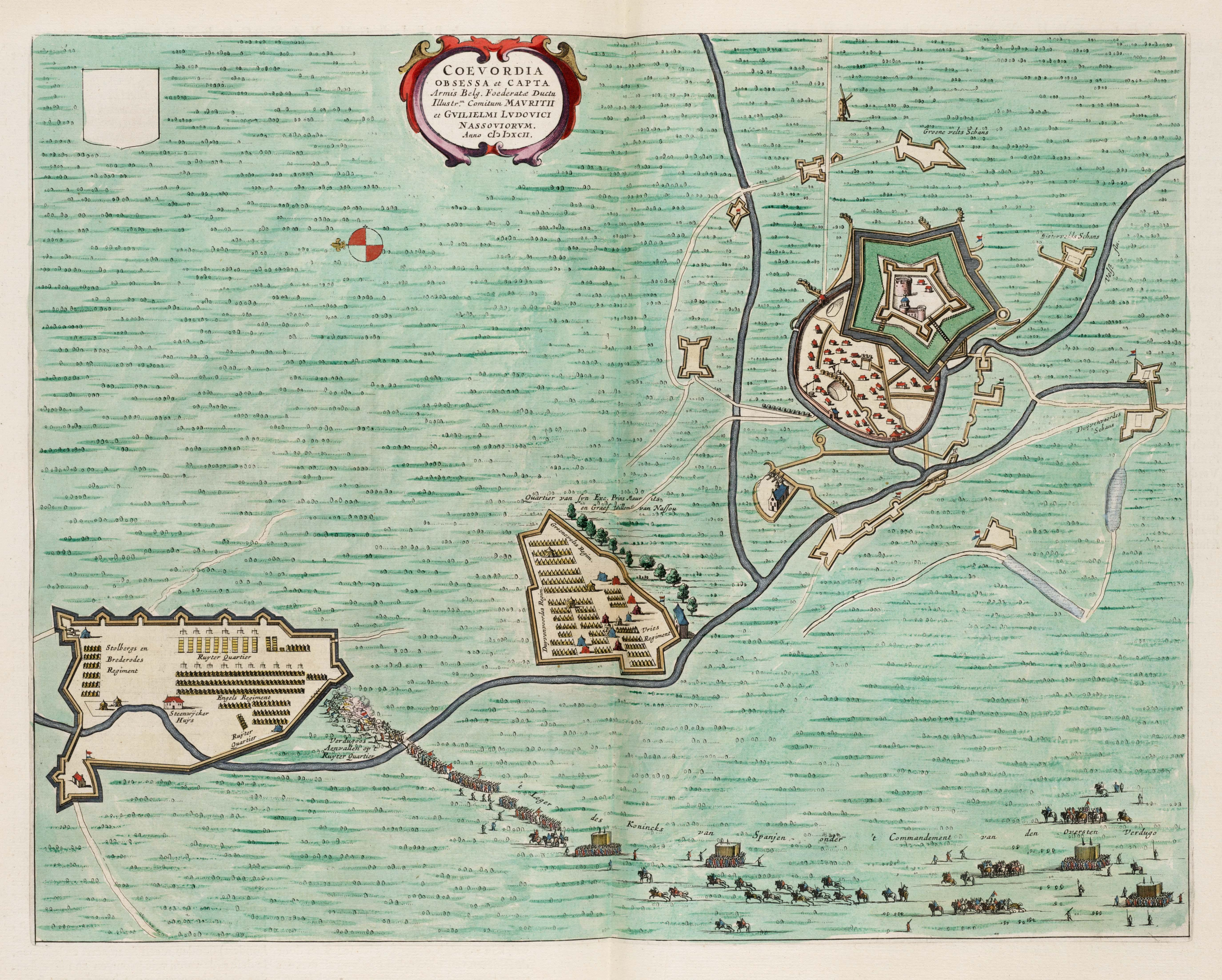
Beleg van Coevorden in 1592 door Maurits en Willem Lodewijk van Nassau

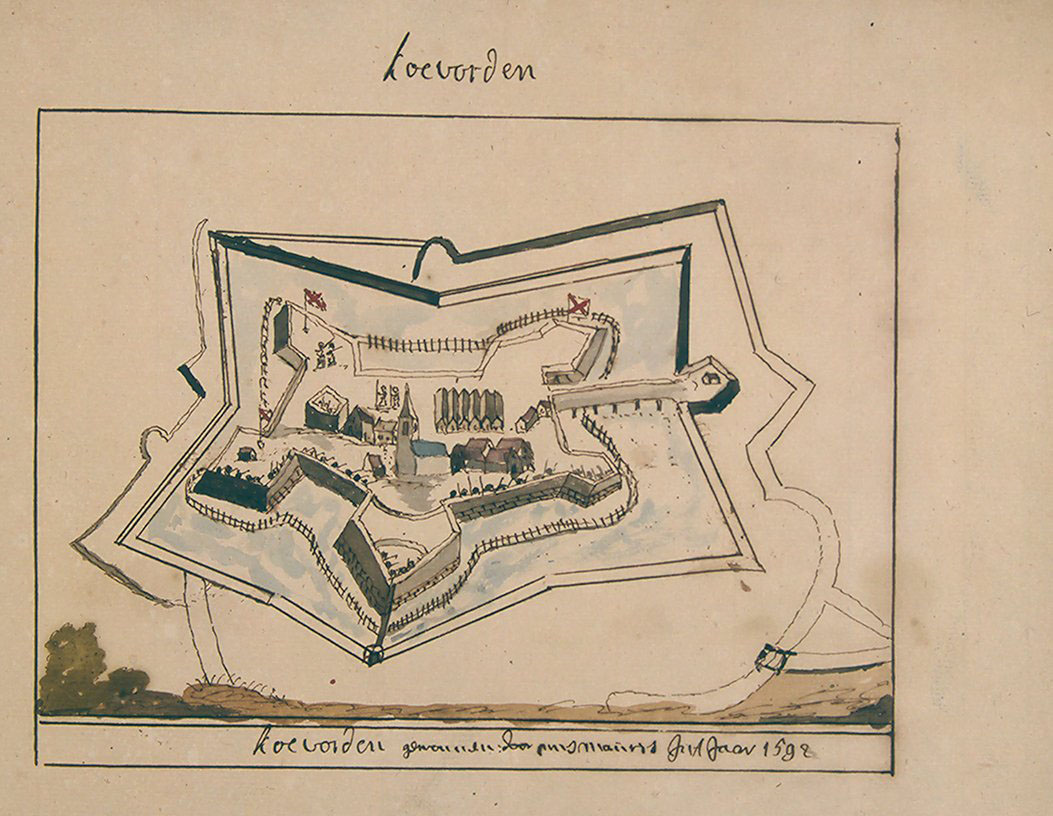
"Koevorden gewonnen door Prins Maurits in t jaar 1592", getekend door Andries Schoemaker

Herovering van Coevorden op 30 december 1672 met biesbruggen, uit Lambert van den Bos (Sylvius)

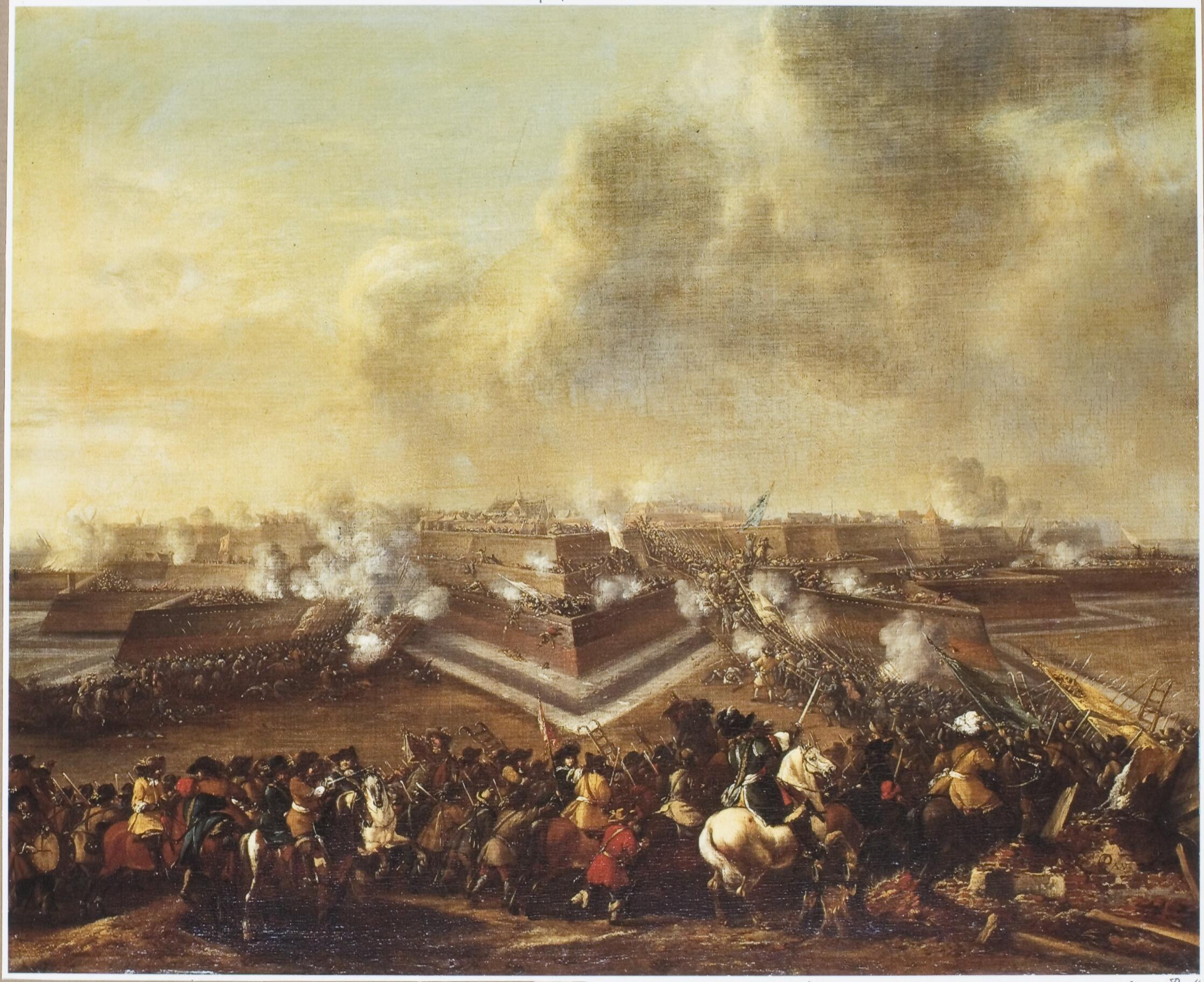
De bestorming van Coevorden op 30 december 1672, geschilderd door Pieter Wouwerman

Overstroming van de Vecht bij Coevorden, door dijkdoorbraken in de storm van 30 oktober 1673, waarbij veel Münsterse soldaten verdronken.

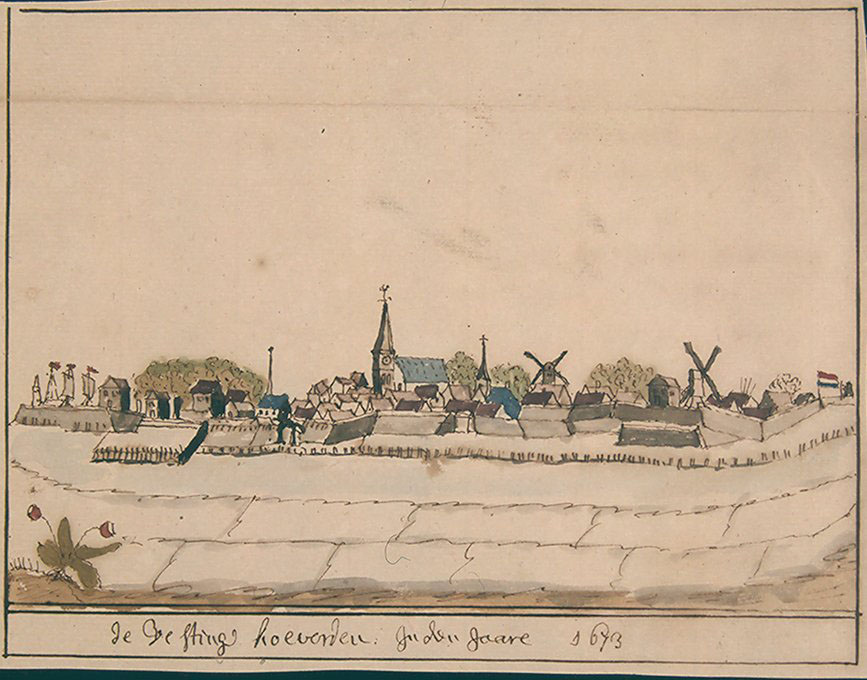
"De Vesting Koevorden in den jaare 1673", getekend door Andries Schoemaker

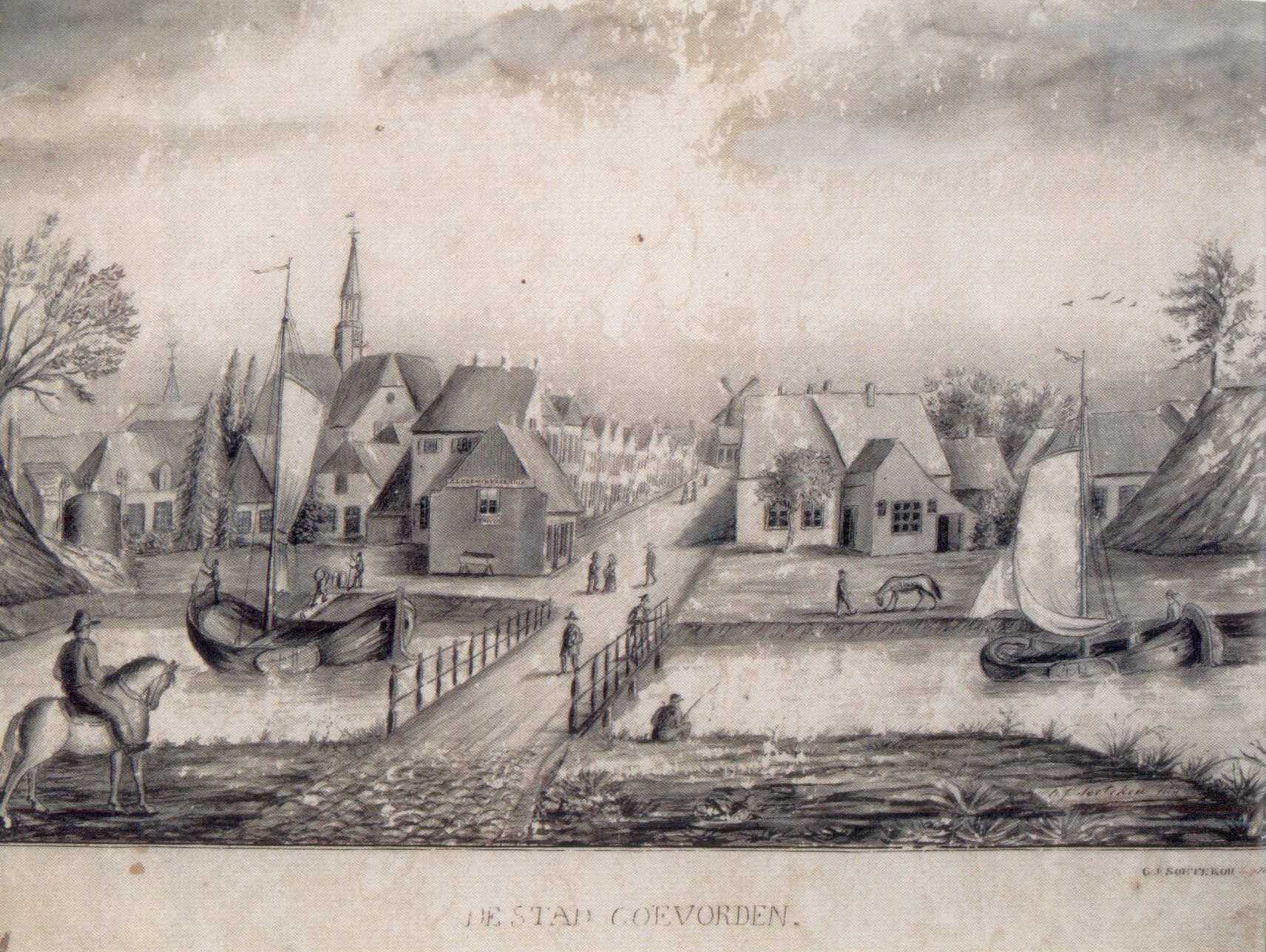
De stad Coevorden (1874), na de sloop van de Bentheimerpoort (tekening van G.G. Soetekou)

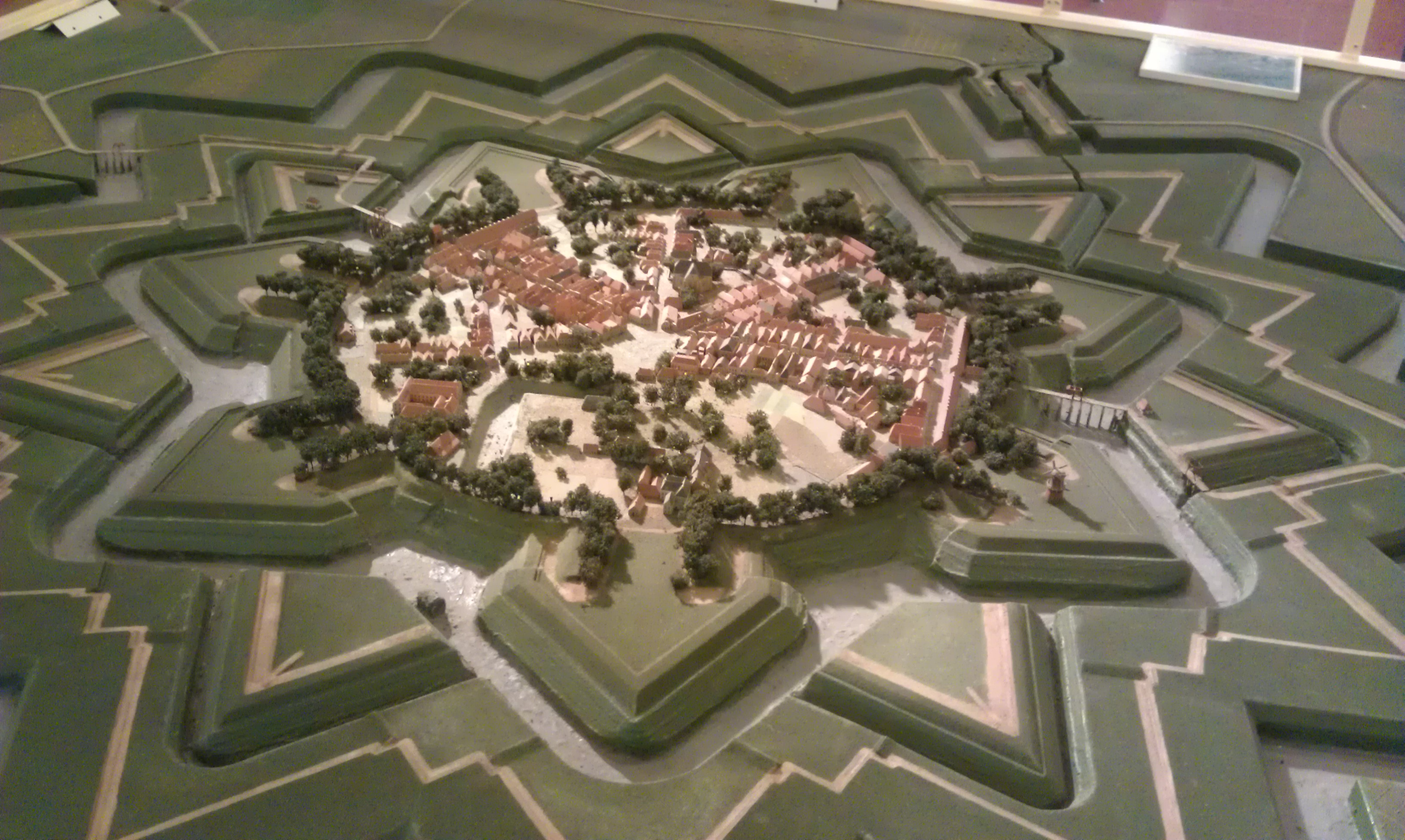
De vestingwerken van Coevorden in vroeger tijden (maquette)

Coevorden (uitspraakⓘ) (bijgenaamd: Ganzenstad, Drents: Koevern) is een stad in de gelijknamige gemeente in de Nederlandse provincie Drenthe. De stad telde op 1 januari 2023 15.855 inwoners en ligt zowel aan de grens met Duitsland als aan de provinciegrens met Overijssel. 

## Geschiedenis

### Ontstaan
Op 26 november 944 schonk keizer Otto I de Grote "het recht van foreest" (het jachtrecht) in de Pagus Thriente aan bisschop Balderik van Utrecht. Hiermee kwam de regio onder bestuur van het Utrechtse bisdom.
De eerste vermelding van de plaatsnaam vindt men in 1036, in de naam van Fredericus van Coevorden. De eerste schriftelijke vermelding (op een oorkonde) van Coevoorde dateert van 1148. De naam duidt (net als bijvoorbeeld Oxford en Ochsenfurt) op een plaats waar boeren hun koeien via een doorwaadbare plek (koevoorde) door een rivier lieten gaan. De naam Bosporus betekent hetzelfde maar heeft een mythologische oorsprong.

### Burggraven van Coevorden
In 1141 werd door bisschop Hartbert van Bierum diens broer Ludolf van Bierum bekleed met de erfelijke waardigheid van burggraaf van Coevorden. Daarmee heeft Hartbert een trouwe vazal, wellicht zelfs een stroman die het gebied bestuurt. Nadat Hartbert in 1150 was overleden, werd de binding tussen het bisdom Utrecht en de Stadt en Heerlickheyt Coevorden snel minder sterk.
Ludolf werd opgevolgd door zijn zoons Volker van Coevorden en Rudolf I van Coevorden. Zij gedroegen zich als onafhankelijke heren. In 1182 leidde dit tot een belegering van de motte door bisschop Boudewijn van Holland, waarbij de stad grotendeels werd verwoest. Als nieuwe kasteelheer werd door de bisschop graaf Otto van Bentheim aangesteld. De Heren van Coevorden en graaf Otto, zouden elkaar de heerschappij nog vele jaren betwisten. Tussen 1186 en 1192 werd opnieuw oorlog gevoerd, waarbij Rudolf I van Coevorden in gijzeling werd genomen. Volker wist intussen het kasteel te veroveren met daarin het gezin van Otto. Daarmee stonden de heren voldoende sterk om de macht op te eisen. Rudolf I van Coevorden werd erkend als burggraaf van Coevorden. Volker vestigde zich in Ansen en was de vader van Rudolf II van Coevorden, die burggraaf van Coevorden zou worden.

### Slag bij Ane
Coevorden lag strategisch op de route van Groningen naar Münster, wat de stad tot een welvarende vestingstad maakte. De in 1215 gewijde bisschop van Utrecht Otto van Lippe besloot de aanspraken van het bisdom op het gebied te verstevigen, niet in de laatste plaats om zijn inkomsten uit het gebied veilig te stellen, dan wel te vergroten. Otto stuitte echter op grote tegenstand, omdat de boeren hun heer Rudolf II van Coevorden steunden. Dit resulteerde in de slag bij Ane, waarbij Otto het leven verloor en de Drentse boeren onder commando van Rudolf II van Coevorden een klinkende overwinning behaalden.
Na de dood van Otto van Lippe werd Wilbrand van Oldenburg tot bisschop gewijd, en ook Wilbrand trok ten strijde tegen de opstandige Drenten, waarbij hij de hulp van de Friezen inriep. Maar ook deze slag, de Fries-Drentse oorlog, werd door de Drenten gewonnen. In een latere slag, bij Peize, werden de Drenten uiteindelijk verslagen, en werd burggraaf Rudolf II van Coevorden onder valse voorwendselen naar het kasteel van Hardenberg gelokt. Hij werd gevangengenomen, gemarteld en vermoord op 25 juli 1230.
Het was zelden koek en ei tussen de bisschoppen en de kasteleins, en de vraag is of dit iets te maken had met de verhuizing in 1258 van het Sancta Maria de Campe- of Mariënklooster van Coevorden naar een dekzandrug op een plaats waar nu het centrum van Assen ligt.

### Late middeleeuwen
In 1288 kwam een kleinzoon van Rudolf weer aan de macht, en werd het kasteleinschap van de van Coevordens hersteld. Reinoud van Coevorden was een zoon van Eufemia, de dochter van Rudolf II, en van Hendrik van Borculo. Reinoud werd de stamvader van een reeks sterke heren van Coevorden, een dynastie die tot 1402 zou voortduren. Het machtsgebied breidde zich uit tot Borculo, Diepenheim, Lage (Duitsland) en Selwerd. Ze verwierven het muntrecht en beheersten de rechtspraak in Drenthe.
Pas tegen het einde van de 14e eeuw maakte bisschop Frederik van Utrecht een einde aan de strubbelingen door het opheffen van de erfelijkheid van het kasteleinschap van Coevorden. Frederik maakte daarbij handig gebruik van de onrust onder de bewoners van het gebied, Reinoud maakte zich niet populair met onrechtmatige belastingen en andere wandaden. In 1395 trok Frederik ten strijde tegen de heer van Drenthe, maar anders dan bij de slag bij Ane kon Reinoud niet rekenen op de steun van de boeren. Frederik werd door de notabelen van Coevorden erkend als landsheer, en zo kwam Reinoud alleen te staan in de strijd. Op 4 april 1402 deed hij afstand van al zijn rechten, en de Van Coevordens trokken zich terug op hun bezittingen in Twente en de Achterhoek. Coevorden kreeg op 31 december 1407 stadsrechten.

### Gelre
Aan het begin van de 16e eeuw werden zowel de Kapel van Hulsvoort als de Nieuwe Kerk in Coevorden verwoest. De stad viel in 1518 in handen van Rudolf van Munster, echter in 1522 werd de stad heroverd door de Geldersen, onder bevel van Johan van Selbach. Selbach bestuurde daarna alle oostelijke gebieden, waaronder Overijssel en Drenthe tot aan de Groningse zeekust. Hij zou tot 1536 (het einde van Karel van Gelres heerschappij) kastelein van Coevorden, en drost van Drenthe blijven.
Selbach zorgde voor versterking van de fortificaties, maar moest daarnaast zorgen voor voldoende belastinginning voor Gelres hertog. Dat laatste viel hem niet mee, niet alleen omdat Drenthe geen rijke provincie was, maar zeker ook omdat de Drenten zich niet graag voegden naar Gelders gezag. In een brief uit 1536 beroept Selbach zich dan ook op overmacht, wegens de armoede van "uwer vorstelijke genade onderzaten des lands van Drente".
In datzelfde jaar 1536 werd Selbach gedwongen het kasteel en de vesting over te dragen aan Georg Schenck van Tautenburgh, legeraanvoerder in de regio van keizer Karel V. In de hoop dat Coevorden zich zou herstellen van het krijgsgeweld verleende de vorst de stad in 1541 het recht om drie jaarmarkten te houden.

### Spaans beleg en herbouw van de stad
Coevorden werd in de periode van 1581 tot 1592 belegerd door de Spanjaarden. Deze periode begon met de Elfdaagse belegering in september 1581 onder leiding van George van Lalaing, de graaf van Rennenberg. Coevorden was namelijk een van de weinig versterkte steden in de noordelijke gewesten die niet aan het verraad van Rennenberg hadden meegedaan. Toen Maurits van Oranje in 1592 de Spanjaarden wist te verdrijven, werd de stad grotendeels platgebrand door de Spanjaarden. Onder leiding van Francisco Verdugo, de laatste Spaanse stadhouder van de noordelijke gewesten, trachtten de Spanjaarden de stad in 1594 te heroveren, maar dat kon door het leger van prins Maurits worden voorkomen.
Coevorden moest geheel opnieuw opgebouwd worden. De nu nog bestaande historische gebouwen en vestingwerken, stratenstructuur en de stervormige stadsgracht dateren dan ook grotendeels uit het einde van de 16e en het begin van de 17e eeuw. De vestingwerken werden ontworpen door Menno van Coehoorn.

### Münster
Op 30 juni 1672 werd Coevorden veroverd door Bernard van Galen (bijgenaamd 'Bommen Berend'), de bisschop van Münster. Op 30 december 1672 werd het vestingstadje binnen een uur ontzet door Carl von Rabenhaupt, met behulp van een kaart gemaakt door de gevluchte plaatselijke schoolmeester Mijndert van der Thijnen, en een biezen brugconstructie over het bevroren water van de stadsgracht. De bisschop gaf het echter niet op, en onder leiding van Von Galen werd Coevorden in 1673 opnieuw belegerd. Begin oktober 1673 probeerde de bisschop de Vecht bij Gramsbergen af te dammen en Coevorden onder water te zetten. Vanwege een hevige storm en een doorbraak in de dam verdronken er 1.400 Munsterse soldaten. De Coevordenaren werden net op tijd gered.

### Periode van verval
In de 18e eeuw kwam de bevolkingsgroei tot stilstand. Coevorden was in die periode een doorgangsplaats voor turfschippers, die hun lading vanuit de Duitse en Oost-Drentse gebieden naar het westen van Nederland vervoerden. Deze functie van de binnenhaven van Coevorden verviel toen het veen was afgegraven. Als relatief grote stad had Coevorden nog wel een belangrijke regiofunctie, die echter langzamerhand door Emmen werd overgenomen.
Historische feiten van deze periode zijn het ijzerkoekenoproer en de stichting van de Joodse Gemeente in Coevorden.

### Franse overheersing
In 1795 werd Coevorden door de Fransen ingenomen, de bezetting zou tot 1814 voortduren. Het Franse leger werd als bevrijdingsleger ontvangen, de patriotten hadden voldoende steun opgebouwd en de trouw aan Oranje was niet al te groot. De Coevorder magistraat had patriot Berend Slingenberg benoemd tot secretaris, dit voorkwam echter niet dat de magistraat werd afgezet. Slingenberg werd secretaris van het Comité Révolutionaire, en werd in 1811 Maire (burgemeester) benoemd.
De Fransen lieten na de troonsafstand van Napoleon de stad in desolate staat achter op 3 mei 1814. 43 huizen, 20 schuren en 2 molens werden in een brand verwoest, met een totale schade van 76.000 gulden.

### Na de Tweede Wereldoorlog
Ook na de oorlog bleef Emmen de groei doormaken naar de belangrijkste stad in de regio, en diverse bedrijven en instellingen verhuisden van Coevorden naar Emmen. Pas in de jaren tachtig en negentig kwam Coevorden weer wat beter op de kaart te staan, met de komst van diervoederbedrijf IAMS, en de aanleg van een NAVO-depot. Dat depot is inmiddels in gebruik bij het Nederlandse leger.
Met het Europark, waarvan de bouw midden jaren negentig werd gestart, en dat voor een deel op Duits grondgebied wordt aangelegd, wil Coevorden de industrie en het bedrijfsleven in de regio een nieuwe impuls geven. Met dit park wil men een belangrijke schakel worden in het vervoer van goederen tussen West-Nederland en het oosten en noorden van Europa.
In 1998 werd in het kader van de gemeentelijke herindeling in Drenthe het grondgebied van de gemeente uitgebreid met de voormalige gemeenten Dalen, Oosterhesselen, Sleen en Zweeloo.

## Partnersteden
- Nordhorn (Duitsland)
- Brest (Wit-Rusland)

## Bezienswaardigheden
- Kasteel van Coevorden
- Ganzen Geesje
- Hervormde kerk van rond 1645
- Korenmolen De Arend
- Bentheimerstraat 43, rijksmonument in Jugendstil
- Museummolen Jan Pol (Dalen)
- Oranjebank, een stenen bank ter ere van koningin Wilhelmina, koningin Juliana en prins Bernhard
- Schans De Katshaar, een militaire versterking van opgeworpen aarde
- Stedelijk Museum
- Ellert en Brammertmuseum (Schoonoord)
- Theater Hofpoort
- Van Heutszpark
- Watertoren
- Plopsa Indoor Coevorden (Dalen)
- Lijst van beelden in Coevorden

Kaart van het oude centrum van Coevorden. (klik voor vergroting)

## Monumenten
Een deel van Coevorden is een beschermd stadsgezicht. In de gemeente zijn er een aantal rijksmonumenten en oorlogsmonumenten, zie:
- Lijst van rijksmonumenten in Coevorden (gemeente)
- Lijst van rijksmonumenten in Coevorden (plaats)
- Lijst van oorlogsmonumenten in Coevorden

## Fotogalerij

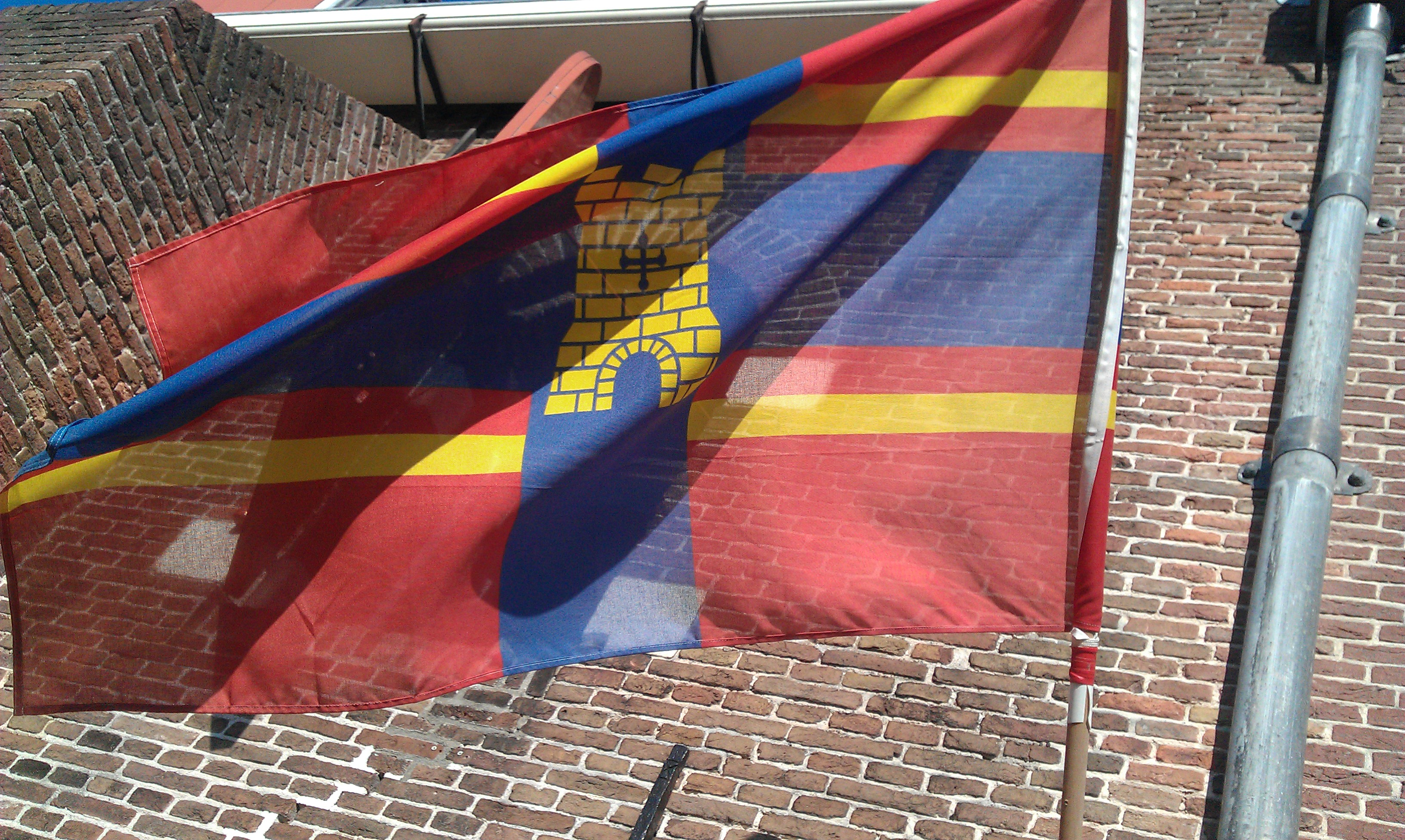
Vlag
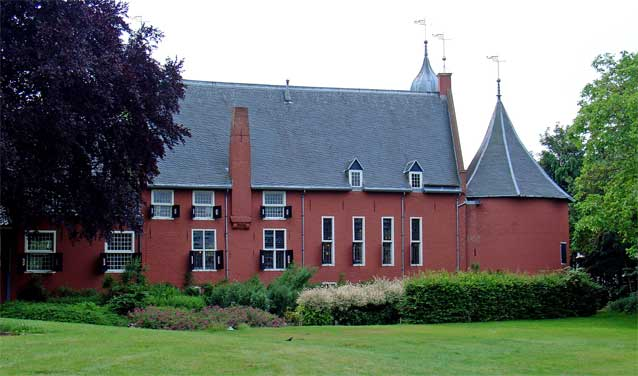
Het Kasteel van Coevorden
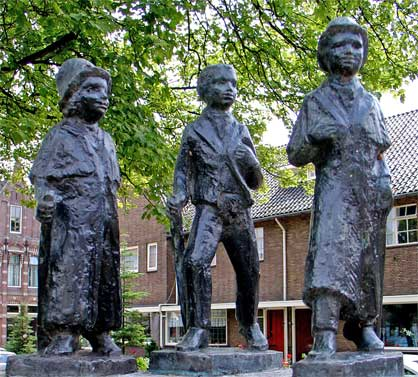
Beeld van de drie podagristen
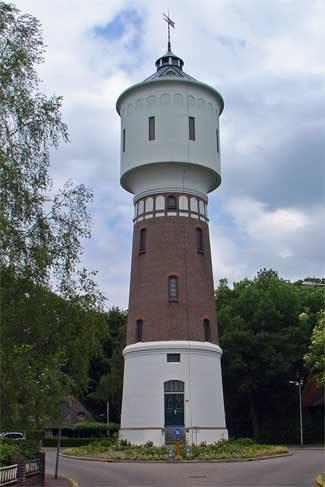
De watertoren
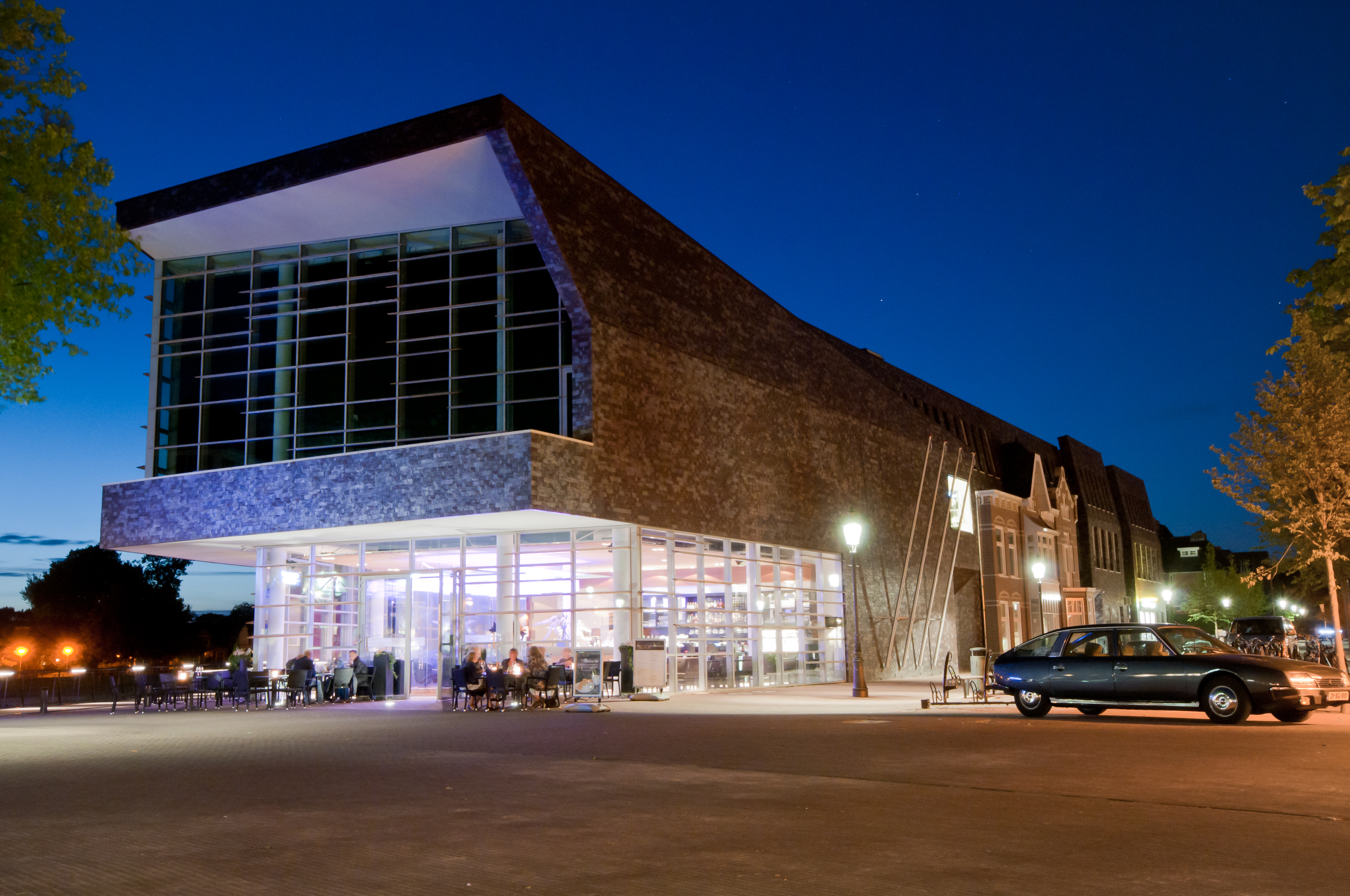
Hof van Coevorden

## Sport
Coevorden heeft een aantal sportverenigingen, waaronder voetbalclubs CSVC, CVV Germanicus en VV Raptim, hockeyclub MHC Coevorden, tafeltennisvereniging Hou Tafel '77 en korfbalvereniging Korvesta.

## Folklore
In Coevorden wordt elke acht jaar het traditionele Zuidenveld gehouden, een van oorsprong agrarisch gebeuren met veekeuringen en een concours hippique. Na de MKZ-crisis van 2001 zijn de veekeuringen verboden en heeft het geheel een meer nostalgisch karakter gekregen. Gebleven is de allegorische optocht aan het begin, waaraan praalwagens uit alle acht voormalige Zuidenveldgemeenten meedoen.
Op de tweede maandag in november vindt de jaarlijkse Ganzenmarkt plaats, waarbij een troep ganzen door ganzenhoedsters door het centrum van Coevorden richting Markt wordt geleid. Dit gebruik gaat terug tot in de 15e eeuw, waarbij oorspronkelijk de ganzen op de Markt in Coevorden werden verhandeld. In de naoorlogse ganzenmarkten werden meisjes van de huishoudschool verkleed als ganzenhoedster. De traditie bleef, de eigenlijke ganzenmarkt verdween. Na afloop van de ganzenmarkt vindt nog wel steeds de jaarlijkse verkiezing van Miss Ganzenhoedster en Mini-Miss Ganzenhoedster plaats, hoewel de meisjes tegenwoordig niet meer van de huishoudschool hoeven te komen.

## Geboren in Coevorden

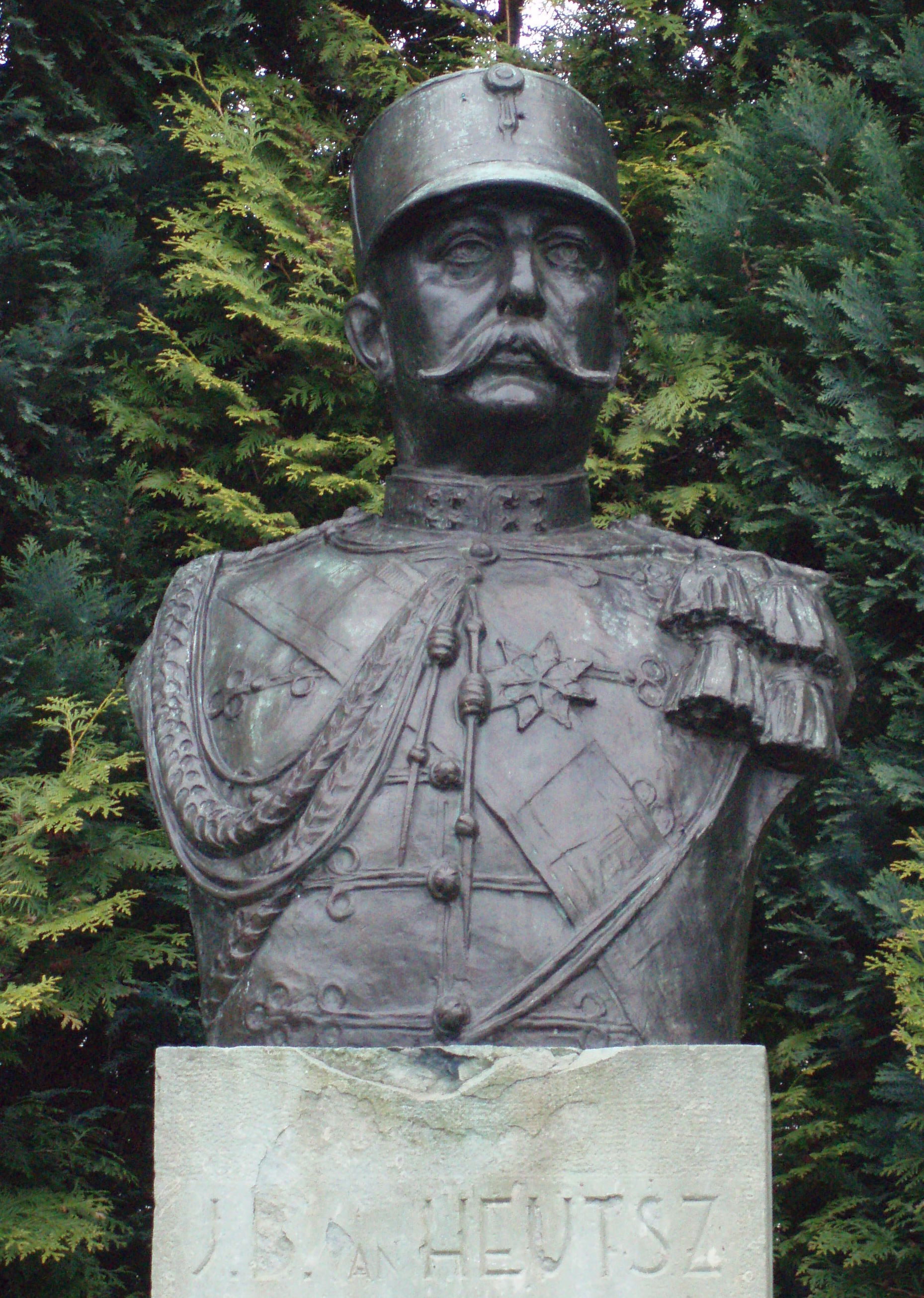
Generaal Van Heutsz

- Relus ter Beek (1944-2008), PvdA-politicus
- Thijs Berman (1957), journalist, PvdA-politicus en diplomaat
- Don Diablo (1980), dj, artiest, zanger en producer
- Lodewijk Dommers (1837-1908), ondernemer en liberaal politicus
- Astrid Engels (1941), beeldend kunstenares
- Mient Jan Faber (1940-2022), vredesactivist, oud-secretaris van het IKV en bijzonder hoogleraar
- Maxim Februari (1963), schrijver, filosoof en columnist
- Mark-Jan Fledderus (1982), voetballer en voetbalbestuurder
- René Hake (1971), voetbaltrainer
- Jo van Heutsz (1851-1924), generaal en gouverneur-generaal van Nederlands-Indië
- Arno Kranenborg (1959), cineast
- Marriët Mittendorff (1952), pedagoog en CDA-politica
- Tjako van Schie (1961), pianist, componist en correpetitor
- Annemarie Schulte (1985), atlete
- Henny Weering (1941), voetballer